# Til It Happens to You
Til It Happens to You – singel amerykańskiej wokalistki Lady Gagi, wydany 18 września 2015 roku nakładem wytwórni Interscope. Utwór znalazł się na ścieżce dźwiękowej do filmu Pole walki, który porusza kwestię wykorzystywania seksualnego i został napisany przez Gagę wraz z Diane Warren.
Utwór zdobył pozytywne recenzje od krytyków, a w marcu 2016 roku znalazł się na liście Billboard Hot 100. Singiel zdobył nagrodę na 68. gali Primetime Emmy Awards za wybitną oryginalną muzykę i tekst oraz był nominowany do nagrody Grammy i Oscara. Jest to jedyny utwór w historii, który zdobył nominację do powyższych nagród w jednym roku.

## Tło i wydanie
W styczniu 2015 roku doszło do premiery filmu Pole Walki podczas Festiwalu Filmowego w Sundance. Pełnometrażowy film dokumentalny opowiada o napaściach seksualnych na kampusach amerykańskich uniwersytetów. Podczas produkcji filmu reżyser Kirby Dick i producentka Amy Ziering chcieli, aby ktoś o „poważnych” wpływach nagrał piosenkę do filmu, wierząc, że przysporzy to rozgłosu i wypromuje temat. W związku z tym nawiązali współprace z Diane Warren, która skontaktowała się z Lady Gagą i wspólnie napisały piosenkę w oparciu o sceny filmu.
Utwór został wydany 18 września 2015 roku jako część ścieżki dźwiękowej do filmu. Utwór został zdefiniowany jako ballada z gatunku pop i rock. Warstwa liryczna utworu zawiera w sobie przesłania: „Trzymaj głowę do góry i bądź silny / Kiedy upadniesz, musisz wstać” i została opisana jako „mieszający i emocjonalny”. Pierwsza zwrotka jest śpiewana przez Gagę wrażliwym głosem, który stopniowo zmienia się w agresywny ton, a na koniec radosny podczas ostatniego tekstu. Część dochodu ze sprzedaży singla zostanie przekazana na rzecz organizacji pomagających ocalałym w napaści na tle seksualnym.

## Odbiór

### Reakcja krytyków i wykresy
Utwór „Til It Happens to You” zdobył szerokie uznanie krytyków. Podczas recenzowania filmu dokumentalnego Leslie Felperin z The Hollywood Reporter uznał, że piosenka dostarczyła „dodatkowego wstrząsu przejmującego” w filmie. Lauren Valenti z Marie Claire opisała utwór jako „solidny i orkiestrowy” i pochwaliła wybór Gagi na główną wokalistkę. Piosenka była porównywana do wcześniejszych utworów wykonawczyni takich jak: „Gypsy”, „Speechless”, „Dope; oraz do stylu Lany Del Rey. Robbie Daw z Idolator twierdził, że „potężne, niepokojące” efekty wizualne zostały uzupełnione „silnym występem wokalnym” Gagi. Christopher Tapley z Variety pochwalił zarówno pisanie piosenek Gagi, jak i Warrena, opisując je jako:

„coś w rodzaju hymnu dla sprawy... Jest jednym z najsilniejszych pretendentów w tegorocznym wyścigu o najlepszą oryginalną piosenkę [w Oscarach]”.

Singiel pojawił się na listach przebojów w Belgii, zajął 21. miejsce na Filipińskich zestawieniach popularnych utworów, zaś w Europie osiągnął 46. miejsce we Francji, 29. w Hiszpanii, a także osiągnął 5. miejsce na greckiej liście Digital Songs. W Wielkiej Brytanii piosenka weszła na UK Download Chart pod numerem 67, podczas gdy na oficjalnej UK Singles Chart osiągnęła szczyt 171. W Stanach Zjednoczonych piosenka początkowo nie znalazła się na liście Billboard Hot 100, ale w marcu 2016 roku weszła na 95. miejscu, po wykonaniu piosenki na gali rozdania Oscarów.

### Nagrody i nominacje
| Rok  | Nagroda                                   | Kategoria                                     | Rezultat  | Przypis |
| ---- | ----------------------------------------- | --------------------------------------------- | --------- | ------- |
| 2015 | Denver Film Critics Association Awards    | Najlepsza piosenka                            | Nominacja | [ 17 ]  |
| 2015 | Georgia Film Critics Association Awards   | Najlepsza piosenka                            | Nominacja | [ 18 ]  |
| 2015 | Hollywood Music in Media Awards           | Najlepsza piosenka w filmie dokumentalnym     | Wygrana   | [ 19 ]  |
| 2015 | Critics’ Choice Movie Awards              | Najlepsza piosenka                            | Nominacja | [ 20 ]  |
| 2015 | Satellite Awards                          | Najlepsza piosenka oryginalna                 | Wygrana   | [ 21 ]  |
| 2015 | St. Louis Film Critics Association Awards | Najlepsza piosenka                            | Nominacja | [ 22 ]  |
| 2016 | Grammy Awards                             | Najlepsza piosenka napisana na potrzeby filmu | Nominacja | [ 23 ]  |
| 2016 | Academy Awards                            | Najlepsza piosenka oryginalna                 | Nominacja | [ 24 ]  |
| 2016 | Los Angeles Italia Film Festival          | Piosenka roku                                 | Wygrana   | [ 25 ]  |
| 2016 | iHeartRadio Music Awards                  | Najlepsza piosenka filmowa                    | Wygrana   | [ 26 ]  |
| 2016 | Emmy Awards                               | Najlepsza muzyka i oryginalne teksty          | Wygrana   | [ 27 ]  |

## Wykonania na żywo

### 88. ceremonia wręczenia Oscarów
28 lutego 2016 roku w Dolby Theatre w Hollywood odbyła się uroczysta gala wręczenia Nagród Amerykańskiej Akademii Filmowej. Podczas uroczystości doszło do występów artystów, którzy nagrali piosenki nominowane w kategorii najlepszej piosenki oryginalnej. Ostatni występ spośród nominowanych przypadł na piosenkę „Til It Happens to You” i został zapowiedziany przez ówczesnego wiceprezydenta Stanów Zjednoczonych Joego Bidena. Lady Gaga wykonała utwór w białej stylizacji, grając naprzeciwko białego fortepianu. Podczas ostatniego refrenu na scenę wyszło 50 osób, które doświadczyły molestowania. Występ otrzymał owacje na stojąco i stał się jednym z najbardziej omawianych momentów na gali. W 2017 roku Lady Gaga otrzymała nominację do Nagrody Dorian w kategorii „Muzyczny telewizyjny występ roku”.

### Inne występy
Po raz pierwszy Lady Gaga wykonała utwór „Til It Happens to You” 29 października 2015 roku na corocznej gali amfAR, wraz z coverami „Call Me Irresponsible”, „Bang Bang (My Baby Shot Me Down)” i „La Vie en rose”. 11 grudnia 2015 wykonała piosenkę podczas gali Billboard Women in Music, a w styczniu 2016 wystąpiła na kameralnym spotkaniu w hotelu Peninsula w Beverly Hills.

## Teledysk

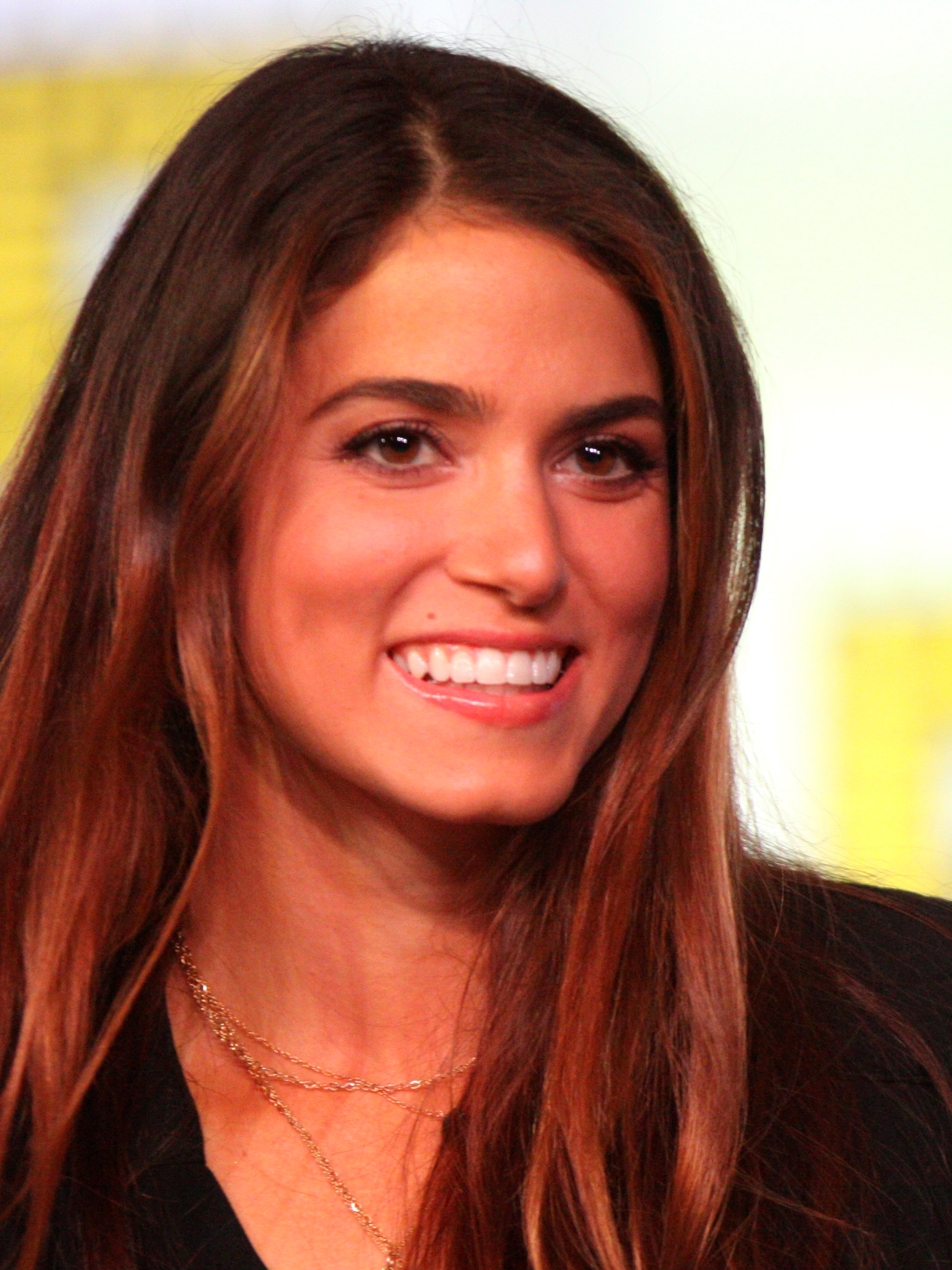
Nikki Reed, aktorka występująca w teledysku

Oficjalna premiera teledysku odbyła się 17 września 2015 roku na oficjalnym kanale YouTube piosenkarki. Za reżyserię obrazu odpowiada Catherine Hardwicke. Koszty produkcji teledysku zostały pokryte przez producentów wykonawczych filmu Pole walki Paula Blavina oraz Reginę K. Scully. W ofiarę gwałtu występującą w teledysku wcieliła się aktorka Nikki Reed.

## Notowania
| Lista (2015–2016)                        | Najwyższa pozycja |
| ---------------------------------------- | ----------------- |
| Belgia (Ultratop Flandria)               | 45                |
| Belgia (Ultratop Walonia)                | 42                |
| Finlandia (Suomen virallinen lista)      | 21                |
| Francja (SNEP)                           | 46                |
| Grecja Digital Songs (Billboard)         | 5                 |
| Hiszpania (PROMUSICAE)                   | 29                |
| Kanada (Canadian Hot 100)                | 46                |
| Wielka Brytania (UK Singles Chart)       | 171               |
| Stany Zjednoczone (Billboard Hot 100)    | 95                |
| Stany Zjednoczone (Adult Contemporary)   | 19                |
| Stany Zjednoczone (Hot Dance Club Songs) | 1                 |
| Szkocja (Official Charts Company)        | 52                |